# Schöntal
Schöntal település Németországban, azon belül Baden-Württembergben. Lakosainak száma 5634 fő (2023. december 31.).

## Népesség
A település népessége az elmúlt években az alábbi módon változott:
| Lakosok száma | 5695 | 5608 | 5610 | 5629 | 5636 | 5634 |
|               | 1975 | 2017 | 2019 | 2021 | 2022 | 2023 |